# Cinco Ranch
Cinco Ranch est une census-designated place située dans les comtés de Fort Bend et de Harris, dans l’État du Texas, aux États-Unis. Sa population s’élevait à 16 899 habitants lors du recensement de 2020.